# Bacaxá
Bacaxá é um distrito do município de Saquarema, na Região dos Lagos, Rio de Janeiro.
É famoso por ser o distrito onde se localiza o Boavista Sport Club, time de futebol que atualmente disputa a primeira divisão do Campeonato Estadual do Rio de Janeiro. Também é conhecido por ser o centro comercial de Saquarema, conta com a ETE Helber Vignoli Muniz, a maior escola técnica do Rio de Janeiro, que oferece vários professores e cursos profissionalizantes, formando técnicos para a população local.
Bacaxá é cortada pelo famoso Rio Bacaxá, principal ponto turístico do distrito. Atualmemnte a população local sai do centro de saquarema para fazer compras em Bacaxá, pois, no centro, onde eles chamam de vila, não possui bancos nem um centro comercial forte. Muitas pessoas de fora, ao chegar a cidade, pensam que Bacaxá é o primeiro distrito, isso porque o comércio da cidade concentra-se todo no segundo distrito. 
Em Bacaxá, estão instaladas diversas lojas como: Lojas Americanas, Leader, Casas Bahia, entre outros. Além de contar com a Rede Cinemagic, inaugurada em dezembro de 2019, no Fly Shopping.  
O principal meio de ligação de Bacaxá aos distritos é pela RJ-128 e Rodovia Amaral Peixoto.
No passado, Bacaxá também dispunha de ligação ferroviária com a Região Metropolitana pela Estrada de Ferro Maricá, que possuiu grande importância para o desenvolvimento da região. Porém devido a política de priorização de rodovias nos anos 1960, a ferrovia acabaria desativada e posteriormente extinta. 
O bairro tem várias galerias espalhados por sua região, merecendo destaque o Centro Comercial Bacaxá, localizado na Rua Professor Francisco Fonseca.
Etimologia: Bacaxá é derivado da língua indígena, e significa, fruta assada.  